# Melchior Nunes Barreto
Pour les articles homonymes, voir Barreto.
Melchior Nunes Barreto, né vers 1520 à Porto (Portugal) et mort le 6 octobre 1571, est un prêtre jésuite portugais, missionnaire en Chine, au Japon et finalement en Inde.

## Biographie
Membre de la Compagnie de Jésus, Supérieur du collège de Goa, il part en mission en 1554 pour la Chine. Après être passé par Malacca, il parvient à Canton (1555) et y restera dix mois, s'y occupant, entre autres, du sort de trois prisonniers européens.
En juin 1556, il rejoint la mission portugaise de la province de Bungo, au Japon et revient en Inde en 1557 où il devient recteur du collège jésuite de Cochin.